# José Pío Lagüera
José Pío Lagüera Viadero (Arnuero, Provincia de Santander, 5 de mayo de 1870 – Monterrey,
Nuevo León, 23 de julio de 1953) fue un comerciante, empresario y filántropo español.
Fungió como Vicecónsul Honorario de España en la ciudad de Monterrey desde el 5 de junio de 1912 hasta el 27 de julio de 1935.

## Biografía
José Pío Lagüera nació el 5 de mayo de 1870 en la localidad de Arnuero, provincia de Santander. Sus padres fueron José María Lagüera Ruíz y su esposa, Daniela Viadero Mazón. 
Llega a la ciudad de Monterrey en 1892, convirtiéndose, posteriormente, en uno de los inversionistas de las empresas Fundidora de Fierro y Acero de Monterrey y Cervecería Cuauhtémoc.
En 1912 recibe el encargo honorario de vicecónsul de España lo que le permitió velar por los intereses de sus connacionales logrando que ellos se apartaran de toda participación política. Debido a los disturbios provocados por la revolución las sedes diplomáticas españolas del norte y norte oriental abandonan el país, permaneciendo en la región las sedes de Tampico y Monterrey.
Lagüera evita las sugerencias del consulado norteamericano de conseguir armas y municiones para la comunidad española, al considerar que no existía necesidad de armarse, pretendiendo dar asilo a los extranjeros que así lo solicitaran, posteriormente en junio empieza a solicitar recursos al embajador Cólogan para repatriar a sus connacionales por medio de fondos triangulados a Brownsville, Texas y de la Compañía Fundidora de Fierro y Acero de Monterrey.
El 1 de octubre de 1913, las fuerzas revolucionarias comandadas por Francisco Villa llegan a Torreón motivo por el cual numerosos españoles deciden evacuar la ciudad, protegidos en la retaguardia por el general Benjamín Argumedo, buscando dirigirse en tren a la Ciudad de México, al llegar a la Estación Hipólito los españoles son enviados a Monterrey donde Pío los recibe colmándolos de atenciones y consiguiendo, del General Fernando González, un tren que pudiera transportarlos a la Ciudad de México. El día 12 de octubre salen de Monterrey hacia el centro del país recibiendo cada ibero por mano del vicecónsul, la cantidad de tres pesos.

## Gobierno de Antonio I. Villarreal
Ante la acometida de los revolucionarios el 24 de abril el Ejército Federal se retiró de Monterrey, y con él Salomé Botello acompañado de algunos miembros de su familia, gabinete y personas que participaron en la Defensa Social. El general Antonio I. Villarreal se instaló como comandante militar y gobernador de Nuevo León.
El gobierno español envió en julio de 1914 al agente Manuel Walls a México para negociar, frente a Venustiano Carranza, las asperezas contra los españoles, los cuales habían apoyado al gobierno de Victoriano Huerta, pidiendo respeto hacia ellos a cambio de reconocer su gobierno. la relativa calma para los españoles en Monterrey, a juicio de Walls, se debió a la habilidad política del vicecónsul Lagüera.
A juicio del vicecónsul Lagüera, los empresarios y comerciantes iberos se aliaron con el gobierno constitucionalista, el gobernador Villarreal otorgó libertad a dos españoles después de una larga prisión, mientras tanto el vicecónsul logró la devolución de las haciendas intervenidas por Villarreal al español Pedro Barna Trueba y un cargamento de cerveza incautada con destino a Torreón y Chihuahua.
La estrecha relación del vicecónsul español con el gobierno de Villarreal fue interpretada por la prensa de la región como una intromisión en la política interna, pidiendo su expulsión, pero el apoyo del cónsul estadounidense calmó las acusaciones.

## Gobierno convencionista
En la Convención de Aguascalientes se votó en contra de Venustiano Carranza. Al presentarse la escisión revolucionaria las fuerzas del general Felipe Ángeles derrotan el 9 de enero de 1915 a las fuerzas de los carrancistas Antonio I. Villarreal y Luis Gutiérrez en Ramos Arizpe. Villa designa a Raúl Madero como Gobernador, aunque se permitió una política de garantías a la propiedad privada, el gobierno monopolizó para parientes y amigos cercanos las actividades económicas, esto fue causa de molestia del vicecónsul español quien informó la situación al embajador Juan Riaño y Gayangos.
A partir del 12 de marzo, el general Villa visitó la ciudad de Monterrey, esto dio la oportunidad a Lagüera para entrevistarse con él para defender los intereses de los hispanos pero Villa los acusaba de haber actuado contra las medidas económicas y políticas del gobierno convencionista, incluso exigió a Lagüera que pidiera al gobierno de Madrid la entrega del general Huerta.

## Gobierno Constitucionalista
Tras las derrotas sufridas por el ejército villista el 18 de mayo entraron definitivamente a Monterrey las tropas constitucionalistas.
En febrero de 1916 la jefatura del Ejército Constitucionalista expulsó del país al presbítero Pedro del Palacio por considerarlo enemigo de la causa y al vicecónsul Lagüera por permitir amparar al sacerdote en su domicilio. Al momento de recibir la orden de expulsión hizo entrega del consulado español al cónsul de Estados Unidos en Monterrey Philip C. Hanna, posteriormente fue custodiado y conducido a la frontera norte del país.
Al enterarse de la expulsión del vicecónsul el encargado de negocios de España en México, Juan Francisco de Cárdenas, se entrevista con Carranza en Querétaro en el mes de marzo, consiguiendo que la expulsión para Lagüera se levantara no así para el padre Palacio.

## Regreso a Monterrey
Conforma la primera Mesa de Directores de los Caballeros de Colón en la ciudad de Monterrey el 16 de agosto de 1921 como Gran Caballero, posteriormente apadrina el 12 de febrero de 1922 la fundación del Consejo 2348 - Juan Agustín de Espinoza de los Caballeros de Colón en la ciudad de Torreón.
Junto con otros inmigrantes españoles, funda en 1924 la Beneficencia Española en Monterrey para apoyarse mutuamente declarándose absolutamente ajenos a la política con dos clases de sociosː honorarios y activos, la primera mesa directiva estuvo conformada con Pío como presidente, Martín Vizcaya vicepresidente, Víctor Iguanzo secretario, Afonso Ortega prosecretario, Gonzalo Llaguno tesorero y José Mendirichaga subtesorero.

## Distinciones
- Bellota de Plata otorgada por la Asociación de Scouts de México (1940)[18]

## Nupcias y descendientes
José Pío contrajo matrimonio en Monterrey el 17 de abril de 1899, con María Consuelo Zambrano Berardi sobrina del influyente político Carlos Berardi Orizaba. De esta unión nacerían:
1. José Adolfo (19 de enero de 1900), casado con Bertha Martínez Lozano.
2. Consuelo Josefina (19 de marzo de 1901), casada con Eugenio Garza Sada.
3. Margarita (17 de octubre de 1902), casada con Virgilio Larralde Ancira.
4. María, casada con Eloy Santiago Vallina García.
5. Alicia (4 de diciembre de 1907), fallecida en 1920.
6. María Esther (25 de septiembre de 1909), casada con Guillermo Ferrara.
7. Enrique Alfonso (1 de noviembre de 1912).